# Tryggve Gran
Jens Tryggve Herman Gran (født 20. januar 1888 i Bergen, død 8. januar 1980 i Grimstad) var flyver, fodboldspiller, polarforsker og forfatter.

## Biografi

### Sydpolsekspeditionen
Tryggve Gran deltog 1910–13 i Scotts sydpolsekspedition som skiinstruktør efter anbefaling fra Fridtjof Nansen. Efter ankomsten til Antarktis i januar 1911 deltog Gran i udlæggelsen af depoter, som var nødvendig for, at man skulle nå Sydpolen senere samme år. Da sydpolsgruppen forlod basen i slutningen af oktober, blev flaget Union Jack glemt, og Gran fragtede flaget det første korte stykke mod polen. Med sine 23 år var Gran ekspeditionens yngste deltager.
Fra november 1911 til februar 1912, mens Scott og store dele af ekspeditionen var på vej mod polen, var Gran med den geologiske ekspedition ledet af Thomas Griffith Taylor til vestsiden af McMurdosundet. Natten til 15. december drømte Gran, at han modtog et telegram om, at Roald Amundsen havde nået Sydpolen, Amundsen nåede polpunktet den 14. I november 1912 var Gran med i patruljen, som blev sendt ud for at lede efter Scott og hans kammerater, som de fandt døde og ihjelfrosne. På vejen tilbage til basen brugte Gran Scotts ski og bemærkede i dagbogen, at i hvert fald skiene skulle fuldføre hele ekspeditionen.
Før han forlod Antarktis, var Gran med til at bestige Mount Erebus. Et uventet udbrud, da Gran var på toppen, førte til, at hans klæder blev blev svedet, men han kom ikke fysisk til skade. Efter ekspeditionen blev Gran tildelt Polarmedaljen af Georg V.

### Første flyvning over Nordsøen
Efter Sydpolsekspeditionen lærte Gran at flyve og tog sit flycertifikat ved Louis Bleriots flyskole i Paris. Han var en af de første, som udførte looping og rygflyvning. Den 30. juli 1914 fløj Gran som den første over Nordsøen, på 4 timer og 10 minutter fra Cruden Bay i Skotland til Revtangen på Jæren med et Blériot-fly. Flyvningen var en dåd på linje med Blériots flyvning over Den engelske kanal fire år tidligere. Hændelsen skete imidlertid samtidig med udbruddet af 1. verdenskrig, hvilket førte til, at Grans Nordsø-flyvning fik liden opmærksomhed.

### 1. verdenskrig og Royal Air Force
I 1914 blev Tryggve Gran premierløjtnant i Hærens Flyvevåpen. Han rejste i 1915 til Storbritannien og Frankrig for at studere disse landes flyvevåben i krig. Den 8. september 1915 foretog Gran den første flyvning i Nordnorge, da han med den samme Blériot, som han havde fløjet over Nordsøen i, lettede fra et sted i nærheden af Elvenes i Salangen. I 1916 gik han ind i det britiske flyvevåben som flyver, under dæknavnet Teddy Grant fra Canada for at undgå problemer vedrørende Norges neutralitet. I 1916 blev han bevilget afsked fra det norske forsvar og indrulleret i Royal Flying Corps under eget navn. Han tjenestegjorde i kamp over Frankrig, Tyskland og Belgien og blev i 1916 forfremmet til major. Under et af sine togter over Frankrig nedskød han Hermann Göring, den kommende øverstkommanderende for Luftwaffe.I 1919 blev han officer i Royal Air Force, men en motorcykelulykke i 1921 bragte en ende på den militære karriere.
I begyndelsen af 1920-erne planlagde Gran en flyrejse til Nordpolen. Som en forberedelse til dette drog Gran i mai-juni 1922 på en ca. 20 dages skirejse på Svalbard sammen med skiløberne Thorleif Haug og Jacob Tullin Thams. De gik fra Kongsfjorden over bræen til Wijdefjorden og tilbage igen. Det var så sent på foråret, at skiføret var begyndt at blive dårlig. Det blev ved den forberedende ekspedition, det lykkedes ikke Gran at finansiere en flyrejse til Nordpolen. Det blev i stedet Roald Amundsen, som drog med fly mod Nordpolen i 1925.

### 2. verdenskrig
Under kampene i Valdres under den tyske invasion i 1940 optrådte Gran på en måde, som efter krigen førte til, at han blev tiltalt for bistand til fjenden. Gran forklarede sin handlemåde med, at han handlede under tvang, nervøs for at hans fortid som britisk officer skulle føre til, at han blev sendt til en tysk fangelejr. Dette var også grunden til, at han senere søgte kontakt med Albert Hagelin og efterhånden fik en stilling i NS flykontor. Under resten af krigen blev han tidvis udnyttet i propagandaformål af NS. Under retssagen i 1948 blev Gran troet på, at han havde handlet under tvang i 1940. Han blev også frifundet på flere andre punkter i tiltalen. Imidlertid blev han dømt for medlemskab i NS, sin aktivitet for flykontoret og for at have slået en mand ned, som kritiserede ham. Han blev dømt til 18 måneders fængsel.

### Idrætsmand
Gran spillede i 1908 fodbold for Oslo-klubben Mercantile, og han var dette år med i Norges første fodboldlandskamp, hvor Norge mødte Sverige og tabte 11–3. Gran repræsenterede også Mercantile i Holmenkollrennene.

## Efterminde
Det norske postvæsen udgav på 30-årsdagen 1944 et frimærke til minde om Nordsøflyvningen, og i 1971 blev et mindesmærke over den første nordsøflyvning afsløret i Cruden Bay. Bleriot-flyet, som Tryggve Gran brugte under Nordsøflyvningen, befinder sig i Norsk Teknisk Museums samlinger.

## Udmærkelser
- Ridder 2. klasse af St. Olavs Orden (1915 – leveret tilbage i 1925)
- Distinguished Service Cross (britisk, 1. verdenskrig)
- Military Cross (britisk, 1. verdenskrig)

1910 - 13
- Sydpolmedaljen.
- Scott-ekspeditionen

1919
- Distinguished Flying Cross DFC (indsats i RFC/RAF under 1. verdenskrig)
- Fransk æreslegion - Legion d'Honneur Chevalier (1934)[13]

Italiensk Udmærkelse;
- D. Cravanzola, Roma

I 1944 på 30-årsdagen for flyvningen udgav Postverket et mindefrimærke. Frimærket har som motiv et kort over Nordsøen med flyet og dets rute indtegnet.

## Bogudgivelser
Som forfatter skrev Gran ikke bare sagprosa og memoirelitteratur, men også drengebøger og romaner.